# プロリーグ構想 (バスケットボール)
プロリーグ構想 （プロリーグこうそう）とは、実業団などのアマチュアスポーツリーグ (バスケットボール等) をプロ化する構想のことである。このページでは、主に日本のバスケットボールリーグプロリーグ構想について詳述する。

## 概要

### 最初のプロ化構想
日本バスケットボール協会の役員の一部は、プロリーグ化に反対していた。
日本のバスケットボールで初めて、プロリーグ化が検討されたのは1993年である。当時はサッカーがJリーグとしてプロリーグが始まろうとしていた時期 であり、さらに前年のバルセロナオリンピックにおけるドリームチームの活躍に起因するNBAブームや週刊少年ジャンプ（集英社）にて連載されていた井上雄彦のバスケットボール漫画「SLAM DUNK」の大ヒットも重なり、バスケットボールも、プロリーグ発足の声が出るようになっていた。1993年2月15日、日本バスケットボール協会は、バスケットボール活性化検討委員会の4つの検討部会の一つとして、「プロ化検討部会」を設置した。

### バスケットボール日本リーグ機構の設立
1996年にバスケットボール日本リーグがバスケットボール日本リーグ機構（JBL）として改組され、また、1997年にはプロ契約選手が解禁され、外山英明（大和証券）と長谷川誠（ゼクセル）が日本人初のプロ契約選手となった。そして2000年に日本初のプロチーム、新潟アルビレックスが誕生し、2001年には将来のプロ移行をにらみ1部リーグがホームタウン制などを導入したJBLスーパーリーグにリニューアルされた。
JBLスーパーリーグの各チームはプロリーグ化において企業の支援が十分ではないこと や、チームのレベルアップに弊害が出るなどの課題を抱えていた。
2003年時点では、プロリーグ化の話が出てから10年以上経過してもなおJBLスーパーリーグの運営はアマチュアのままだった。

### 日本プロバスケットボールリーグの独立
2002年、同機構に加盟するJBLスーパーリーグの新潟が中心となり、バスケットボール日本リーグのさいたまブロンコス（旧所沢ブロンコス・埼玉県）、横浜ギガキャッツ（神奈川県）、千葉バジャーズ（千葉県）の4チームでプロ化推進プロジェクトが立ち上げられ、2002年7月10日の日本バスケットボール協会理事会にて活性化検討特別委員会の新設が承認された。
2004年1月23日、プロリーグ設立研究会を発足を決定。プロリーグ化に対する回答をJBLに求めるが具体的な回答が出ず、プロリーグ化の進展がないため、8月9日、新潟とさいたまはバスケットボール日本リーグ機構から脱退し、プロ組織による新リーグを結成する方針を明らかにした。具体的にはこの2チームの他全国主要都市を本拠地とする6チーム程度が参加してホーム&アウェー方式による総当たり戦で開催するというものである。そして、2004年8月12日に有限責任中間法人日本プロバスケットボールリーグ設立準備室（2005年4月に株式会社日本プロバスケットボールリーグに改組）を設立した。
新潟とさいたまは、いずれも元は実業団チーム であったが、親会社の支援が打ち切られたことをきっかけに、それぞれ地域密着型のクラブチームに方向転換した。
2004年8月19日に都内で開かれた臨時理事会で脱退理由が規定の「解散（廃部）やチーム譲渡、並びにそれに準ずる事由」に相当しないという理由で脱退が認められなかったことに加え、現行のリーグ戦に所属しているチームなどからの抵抗もあり、プロリーグ化の実現は難航も懸念された。
2004年11月24日、新潟とさいたまは新リーグ「bjリーグ」を結成することを発表。2005年11月の開幕を目指し、地域密着型で安定経営を前提に置いたリーグ戦構成を目指して取り組むことを明らかにした。参加チームは新潟とさいたまの他に宮城県（仙台エイティナイナーズ（89ERS））、東京都（東京アパッチ）、大阪府（大阪エヴェッサ。当初は「大阪ディノニクス」として参加予定だった）、大分県（大分ヒートデビルズ）の4チームを加えた6チームである。
2005年4月13日、都内での理事会で新潟とさいたまの日本リーグ脱退が正式に承認された。日本バスケットボール協会は「プロリーグ参加を脱退の理由とするものではないものの、プロリーグ作りをする意志に変りがないのでこれ以上説得しても難しい」という判断で特例処置とした。

### 第三のプロバスケットボールリーグ
2005年9月25日、bjリーグ開幕が迫り、なんらかのOBによる日本バスケットボール振興会がNBAと提携する「第3のプロリーグ」構想を発表した。bjリーグは株式会社であり、JABBAは財団法人として運営されており、社団法人としての組織が望ましいと判断し、将来的に社団法人への一本化を前提として、日本協会と同じ2007年に「社団法人日本プロバスケットボール振興会」として発足を目指していた。2007年3月8日に特定非営利活動法人格を取得した事を発表した。
さまざまなプロリーグの設立は、埋もれていた選手を発掘し、かつエンターテイメント性を高めることにより、日本国内でのバスケットボール人気を高めるとともに、バスケットボールのレベルを相対的にアップすることが期待されるという見方もあるが、プロリーグの分裂・林立は権威付けにもまた競技の普及にもならないとの見方も多かった。

### 日本バスケットボールリーグの発足
2004年10月12日、日本バスケットボール協会理事会は、新潟とさいたまからの脱退届けを改めて認めない代わりに、2006年度にさいたま市で開催の世界選手権（現在のFIBAワールドカップ）の大会終了後に現在のJBLスーパーリーグのプロリーグ化の実現を推進する計画を明らかにし、その具体的な指針を2005年3月までに示すと発表した。
2005年3月30日、日本バスケットボール協会のプロ化実行検討会は2007~2008年度シーズンにJBLスーパーリーグを中心としてプロリーグを作ることを目指す答申をまとめた。
2006年4月、日本バスケットボール協会はプロリーグへの参入決定・内定団体10チームを発表。JBLスーパーリーグに参加している7チームはそのままプロリーグに参加し、他にバスケットボール日本リーグ所属の1チーム（本拠地・千葉県）、一般公募団体2チーム（同・北海道と栃木県）の3チームについては参入内定団体となり、この3チームの経営基盤、選手補強などの状況を考慮し審議し、レラカムイ北海道の1チームのみの正式参入が決定した 。リーグ名は日本バスケットボールリーグに決定した。
結果として、プロ・アマ混合（当初オールプロ選手は3チームのみ）で将来的なプロリーグへの移行を目指しプロリーグ化は頓挫した。

## bjリーグとJBLのプロリーグ構想の比較
|                        | bjリーグ | JBL |
| ---------------------- | --- | --- |
| 開幕                   | 2005年11月5日 | 2007年10月11日 |
| シーズン               | 11月-翌年5月 | 10月-翌年4月 |
| チーム数               | 1リーグ6チーム '06-'07は8チーム、'07-'08は10チーム、'08-'09は12チーム | 1リーグ8チーム |
| リーグ戦               | 1チーム当たり40試合、ホーム＆アウェー方式 | 1チーム当たり35試合、ホーム2・アウェー2・中立地1 |
| プレイオフ             | 上位4チームがBjリーグプレイオフに進出して、3回戦制（2戦先勝）のファーストラウンドで1位チームと4位チーム、2位チームと3位チームが対戦する。ファーストラウンドで勝ち残ったチームが5回戦制（3戦先勝）のファイナルに進出する。 '05-'06シーズンは日程的な問題から決勝ラウンドは4月29日と30日に1試合制のトーナメントで実施された（準決勝2試合、3位決定戦1試合及び決勝戦1試合）。'06-'07以降も決勝ラウンドは同様となっているが、'07-'08より東西カンファレンス制導入に伴い、各カンファレンス上位がプレーオフに進出するシステムとなっている。 | 上位4チームがプレーオフに進出し、3回戦制（2戦先勝）のファーストラウンドで1位チームと4位チーム、2位チームと3位チームが対戦する。ファーストラウンドで勝ち残ったチームが5回戦制（3戦先勝）のファイナルに進出する。 |
| 保有選手数             | 15人以内。選手登録上の外国人枠は2010-11よりアジア地域外選手は5人、アジア地域を含めて6人まで。また、2008-09シーズンより同時出場枠が設けられ、アジア地域外選手は3人、アジア地域を含めて4人までとなっている。 | 12人以上16人以内で、外国人選手は2人までで、同時試合出場枠は1人まで（但し、初年度における経過措置として、2007-08シーズンに限り2人以内）。                                                                        |
| 平均観客動員目標       | レギュラーシーズン3000人、プレーオフ5000人 - '05-'06実績：総入場者数24万9331人（6チーム計）、平均2078人/試合 - '06-'07実績：総入場者数39万7788人（8チーム計）、平均2486人/試合 | |
| リーグと各チームの収入 | チケット収入は各チームで行い、それ以外の放映権料・グッズ収入・スポンサー収入はbjリーグが一括して行った上で、その収入を各チームに分配する。 | チームごとで扱いが異なる。興行権を持つプロチームはそれにかかる収入をすべて受け持つが、それ以外のチームは興行権を外部に委託して収入はすべてそこが扱う。                                                          |
| 競技ルール             | 基本的にFIBAルールを採用するが、一部NBAルールや独自ルールも採用 | FIBAルールを採用 |
| 選手の入団方法         | bjリーグが行うトライアウトに合格した上で、完全ウェーバー方式によるドラフト会議により入団することになる。また、トライアウトに参加した者であれば、チーム個別のトライアウト等を経て、それぞれのチームと契約する事も可能。ただし、契約面ではドラフト指名選手に比べて劣る。その他、次年度トライアウト参加者を対象とした、短期契約可能なアーリーチャレンジ制度も採用された。 | 従来の選手獲得に加え、初年度はリーグ主催トライアウトも実施。ただしトライアウト参加資格は日本国籍を保持しており、原則として全国大会参加経験者などとする。                                                        |
| 選手の移籍             | 一定の期間内（レギュラーシーズン60%消化時点）についてトレード及び移籍を認めるとともに、登録期間が3年以上の選手にフリーエージェントの権利を認める。トレード形態としては、選手同士の交換トレード、金銭トレード、ドラフト1巡目指名権とのトレード等がある。 | シーズン終了後、移籍選手リストに登録されて移籍が認められる。ただし、2008-2009シーズン以降はシーズン中の移籍も登録期限まで1人に限り認められるようになった。                                                      |
| 年俸抑制策             | チームの年間収入のうち、一定の割合を保有選手の年俸上限を定めたサラリーキャップを導入 | 2008年よりサラリーキャップを導入しているが、外国人は対象外。 |
| チーム名と出資         | 地域色を前面に押し出すため、企業名は認めず、地域名＋ニックネームとする（チームの運営会社も地元の複数企業等により出資） | スーパーリーグからの参加に限り、暫定的に企業チームを認める。プロチームについても命名権は可。 |
| その他                 | 2006-07シーズンより開幕前に韓国チャンピオンとの日韓戦を開催。 | 開幕前の2007年9月下旬には前哨戦としてリーグカップ戦（トーナメント方式）を、中断時期の2008年1月中旬にはオールスターゲームを開催した。                                                                            |

## FIBAによる会員資格無期限停止処分

### bjへの転籍と歩み寄り
2007年、新JBL初年度のシーズン開幕を迎えるが、開幕前にオーエスジーフェニックス東三河のbjリーグ転籍を表明。JBLが完全プロ化を断念した事で地域密着型プロを目指していたオーエスジーとの間に溝ができてしまった事が大きな要因とされる。しかし、新たな船出を迎えるJBL及び日本バスケ界にとって大きな衝撃となった。そして9月5日、フェニックスのJBLからの脱退が承認され、翌6日に2008-09シーズンからの参入が発表された。bjリーグでは「浜松・東三河フェニックス」として参入する。

### 協会の体制刷新
一方、日本協会では2006年の世界選手権で発生した多額の赤字を巡り、内紛が勃発。日本オリンピック委員会（JOC）から資格停止処分を受けるなど大きな混乱をきたした。結果として協会幹部が刷新され、その後一転して日本協会及びJBLはbjリーグの提携へ向けて歩み寄りを見せるようになった。
国際バスケットボール連盟（FIBA）から「1国1リーグが望ましい」と、JBLとbjのリーグ統合を要望されたこともあり、2008年11月12日に検討委員会が設置された。両リーグ間の交流戦やオールスターゲームを行い、将来的にはプロ組織を一本化する方針を示している一方、女子のトップリーグであるバスケットボール女子日本リーグ機構（WJBL）のあり方についても整理することになる。日本協会の深津泰彦副会長が委員長を務め、bjリーグから河内敏光コミッショナーが検討委員会メンバーに加わる。
2009年3月にもbjリーグ球団及び選手の協会登録を認める意向を示しており、2009年度中に覚書の調印を目指す。そして2010年3月20日の理事会で承認された。4月以降協会登録が開始され、早ければ2010年アジア競技大会でbjリーグ選手が日本代表に選出されることになる。なお、2010年4月の日本代表候補発表時点では当時のbjリーグ所属選手は1人も選ばれていなかったが、8月に現役日本代表である石崎巧が島根スサノオマジックと契約している。
一方、リーグ統合についてはJBL、bjのどちらか一方に吸収させるのではなく、協会主導で2013年を目標に新リーグを発足させる方向で検討中である。2010年4月21日、協会はJBL、bjリーグとの3者で「次世代型トップリーグの創設に関する覚書」を調印。6月9日、協会内に「新リーグ準備室」を設立。また、新プロリーグ参加についてはbj・JBLとも各チームの判断に委ねられる。
なお、両リーグ間の交流戦については2011年オフから解禁とする方針である。ただし興行性のない練習試合、bj球団とJBL・JBL2以外の協会加盟チームとのプレシーズンは2010年より認める。
2011年12月5日、協会はJBL、bj両リーグの代表を集めて新リーグの案を提示したが、その案はプロリーグではなく、従来のJBLと変わらないプロと企業の混合リーグ案であったため、bj側のほぼ全チームが事業性を確保できず、参加は困難との立場を示している。
協会は12月15日より新リーグ参加チームの公募を開始し、2012年4月27日に締め切り。5月9日に23チームが応募したと発表したが、この時点では内訳は明らかにされなかった。

### 統合断念報道
朝日新聞2011年2月17日付けによると、2013年の新リーグ旗揚げ構想について「事実上断念した」と報道された。
朝日の取材に答えた日本協会のある幹部は「新リーグの計画案が議決されず、2013年に一気にプロ化することは難しい」と語っており、プロ化を反対する日本リーグ所属の一部実業団チームからも説得ができなかったという。またbjリーグ側も新リーグの完全プロ化に疑問があるとして、不安視する意見もあった。
結局、設立されたNBLは完全プロ化を断念し、bjリーグとの統合もならなかった。こうして後の完全プロリーグであるB.LEAGUEが誕生するのは2016年まで待たなければならなかった。

### NBL設立
その後新リーグはナショナル・バスケットボール・リーグ(NBL)という名称が決まった。JBLとの大きな違いはこれまで任意だった自主興行となったことと、チーム名に地域名を付与することである。「新しい日本のトップリーグ」をうたうものの、JBL・JBL2からの参戦が10チーム（新チームへの経営権移譲含む）、新規参入チームが1チーム、bjからの移籍が千葉ジェッツのみとなり、bjとの統合とはならず。プロ化も断念したことから事実上JBLのリニューアルとみる向きもある。

### FIBAの最終勧告
2013年12月、FIBAのバウマン事務総長がJBAに対し、日本が2006年世界選手権の開催で大きな損失を出し、その後も下降線を辿っている現状も踏まえ、ビジネス感覚を持ったメンバーによる運営改革や、NBL・bjリーグの並立状態の早期改善してピラミッド型にすることを求めた。
今回がラストチャンスとし、日本代表の国際試合への出場制約や2020年東京オリンピックへの開催国枠での出場を適用しない可能性にも言及している。

### 統合リーグ案
2014年2月11日、FIBAの最終勧告によりJBAは理事会において改革委員会の設置と2リーグを統合し、2016-17シーズンからスタートする新たなプロリーグの設立を決定した。NBLとbjリーグのチームには今後説明して参加を呼びかけるとしている。
しかしその後も進展がなかったため、FIBAは2014年4月22日にJBAに対し、10月末までに方向性を示せない場合はJBAを資格停止処分にする可能性があると通告した。
6月21日、JBA、NBL、bjリーグの3者が、統一プロリーグ発足に向けた話し合いを開始すると発表、同7月17日、統一プロリーグ推進会議の発足が決定した。しかし、これ以後も大きな進展が見られず、期限となった10月末までに統合案をまとめることが事実上不可能となったとして、日本バスケットボール協会は2014年10月23日の理事会で、同会長・深津泰彦が辞任を申し出、受理された。

### FIBAの会員資格無期限停止処分
2014年11月26日、FIBAはJBAに対してFIBAの会員資格無期限停止の処分を正式に発表した。これにより男子代表だけでなく、女子、ユースを含めた一連のナショナルチームの国際試合出場が禁止されることになり、2016年リオデジャネイロオリンピックの予選出場も事実上できなくなった。今後FIBAは問題解決へ向けた直接介入を含めた対応も検討している。

### FIBAによる体制改革
2015年1月28日、FIBAはJBAが機能不全に陥っているとして、FIBAタスクフォース『JAPAN 2024 TASKFORCE』を設立し、日本協会改革プロジェクトチームの第1回会合において、このプロジェクトチームのチェアマンに日本サッカー協会最高顧問の川渕三郎らを選んだ。
2015年4月に全理事・評議員が辞任。5月に川淵三郎を会長とする新体制が発足した。
また2016年1月28日に、元役員経験者やバスケットボールの元選手や指導者により日本バスケットボール推進協議会が発足した。

## 統合プロリーグ構想の概要

### 2011年の計画案
2011年2月16日、統合プロリーグの計画概要について一部報道された。報道によると、
1. 36チーム参加
2. 東西カンファレンス制でシーズン68試合
3. リーグ参加条件は、「興行を責任を持って行える法人」であり、チーム名に必ず地域名を入れた上で、財政的基盤の裏付けが求められる。
4. JBL、bjリーグ以外のチームにも門戸を開放。
5. 数シーズン経過後、全チームに独立運営法人によるプロ化を義務づける。

などがある。

### 2014年の計画案
今回は、先述の通り1部リーグの一本化がFIBAから勧告され、2014年10月までに具体化しなければ同連盟会員資格停止の可能性があることから、2016年シーズンでの統合した新リーグ創設へ向けた課題の解決をめざし、以下の案を検討していく。2014年10月末までの合意を目指す。
1. リーグ構造　新リーグに参加するためのチーム構成の振り分け
2. リーグの加入条件や運営形態、フランチャイズ地域（ホームタウン）制度の確立、戦力均衡化など
3. 国際競技規則の採用を大前提とした競技ルールの統一化

またこれまでに以下の点で合意している。
1. バスケットボールのさらなる発展に資する統一リーグ創設の理念を再整備して、ステークホールダーとして共有する
2. リーグの運営は新法人が行い、スポーツの組織としての公益性・公明性・事業性を配慮して、法的確認と理念整理を行い、早急に運営形態をまとめる。
3. 当面、bjリーグとNBLの全参加チームが参加できる1リーグ制を前提として議論を進め、その形態についていくつかの候補案を作成する。そしてチームの意見を反映しながらリーグ戦形態について検討を重ねていく
4. 2014・2015年シーズンは双方のリーグによる交流戦の開催を行う。

また新リーグについては、
1. 運営法人（日本法に基づく株式会社・合同会社などの営利組織や公益法人<社団法人、財団法人>、特定非営利活動法人などを想定）を設立する
2. チーム名は愛称+地域名とする（bjリーグはこれに該当、NBLは暫定的に左記と企業名並列を認めている）
3. 選手のプロ契約選手の保有

の3点 を加盟条件に挙げている。
その後最大44チームで1部リーグを行うという案が考えられているとの一部報道 があった。これは日本バスケットボール協会長・深津泰彦が、「当面は全参加チームによる1リーグ制でやる」としており、bjリーグとNBLのそれぞれ22チームずつ（NBLは1部13、2部に当たるNBLデベロップメント・リーグ9をすべて含む）の44チームで1つのリーグを構成し、発足時はJリーグなどに見られる実力別のディビジョン分けはせず、東西ブロック制や上位・下位リーグ制などの方式をも検討しているという。
しかし、企業中心のJBLを母体とするNBLの一部チームが、企業名排除に反対するなどもあり、リーグ統合に向けたまとまりを欠き、FIBAが統合案をまとめる期限としていた2014年10月末にそれを集約することが事実上できなくなってしまい、FIBAの資格停止処分は不可避な状態となってしまった。資格停止処分が科されると、男子だけでなく、女子も含めてすべての国際試合出場も停止される恐れがあり、2016年リオデジャネイロオリンピックのアジア・世界予選、更には開催国シードが約束されている2020年東京オリンピックへも出場できない可能性もあるとしている。

### 2015年の改革案
FIBAの特別部会の話し合いのまとめをする川渕は、1部リーグの統合新リーグをプロリーグとし、2016年度（同10月）からの開始を目指すことを明らかにした。同年の2016年リオデジャネイロオリンピック出場選考を兼ねた予選大会出場に道筋をつけるために、2015年6月までにまとめることを目指す。また日本バスケット協会の組織統治、いわゆるガバナンスの強化や、日本代表の強化体制の確立などを挙げている。
新リーグは1部を12-20チーム程度、更に同数程度の2部、3部相当の地域リーグなどを編成したJリーグの方式に倣ったものを取り入れる。
特に1部リーグの統合について、川渕はその性格として
1. ホームタウンでのクラブ主管試合に使用するために、5000人程度収容可能な体育館を持つ
2. 練習会場の確保
3. 選手の年俸上限を1000万円程度とする
4. 地域密着のために、都道府県や市区町村などの行政支援体制の明確化

などを進めているクラブを対象として新リーグに参加させるクラブを決めるとしている。また、企業名入りのチームについては、「地域に根ざしていれば、絶対ダメというわけではない」とする私見を述べている。
2015年3月25日、新リーグの参加基準を正式に決定し、上記の条件のほか、ホームタウンでのクラブ主管試合の全体の開催数の8割を開催する体育館を確保し、かつ2部リーグはホームタウンでの主催試合で3000人程度収容可能な体育館を保有することや、財務条件として、1部で年間2億5000万円以上を確保することを求めること の他、Jリーグクラブライセンス制度を参考としたバスケットボール版のクラブライセンス制度の導入、年間の60試合程度の開催、アマチュア（いわゆる社員契約）の選手は1チーム2人まで、ユース（高校生年代）のチームを作るなどを盛り込んでいる。また第1回新リーグへの参加の条件として、2015年3月31日までにbjリーグ、NBL（2部のNBDLも含む）に参加するチームを加盟の対象とする。

## プロリーグ発足と課題
2015年4月3日、新リーグの運営母体として、川渕を代表者とする一般社団法人ジャパン・プロフェッショナル・バスケットボールリーグ（JPBL）の設立が発表され、JPBLへの参加（入会）申し込みが開始された。
Bリーグの参加条件については、当該項を参照のこと。
2015年8月10日、FIBAはJBAに対する国際試合出場停止の制裁処分を解除すると発表し、リオ五輪出場をかけたアジア選手権への出場が認められた。
2016年9月22日に、完全プロリーグである『B.LEAGUE』が発足したが、悲願だった国内のトップリーグ（NBL・bjリーグ）の統合において様々な課題が生じていた。
レギュレーション等の一本化
bjリーグはJBLスーパーリーグを反面教師としたプロリーグを標榜していたため、上記のようにレギュレーションなどの違いが多々見られた。そのため、リーグ統一に当たってはリーグ間で協議を重ね、理想に近いものに変えていく必要があった。
プロ化反対派
上記の日本協会役員刷新に伴い、完全プロ化及びbjリーグとの統合に反対する役員は減少したが、一方でJBL→NBL（当時）に参加していた企業チームの中にはアイシン、トヨタ自動車、東芝のように頑なに反対しているものも少なくなかった。そんな中、当時JBLに所属していたオーエスジーは2008年からbjリーグに転籍し、プロクラブ「浜松・東三河フェニックス（現：三遠ネオフェニックス）」が発足した。また、Bリーグ発足において、トヨタ自動車は三井物産の子会社との共同出資による運営会社（トヨタアルバルク東京株式会社）の設立などで解決した。中でも東芝は頑なに反対しており、当時の東芝は所属している日本人選手全員が東芝の社員のままだったという。こうした事情もあり、JBL・NBLに移行する際もこれらの企業チームに妥協する形で完全プロ化を断念した経緯がある。企業が反対に回る理由として興行権を行使するに当たっての諸経費、試合数増加による遠征負担及び選手・指導者とのプロ契約にかかる報酬 が増大するのを嫌い、一方で企業の多くはサッカーやモータースポーツなど他のプロスポーツに関わっていてバスケットボールまで手が回らず、加えて長引く不景気もあり本業以外の支出を極力抑制したい各企業はプロ化に及び腰となっていた。協会側はこれらのチームを説得してプロリーグ参加へ方針転換させると見られるが、無理に参加を強いることはしない方針であるため、場合によってはこれら企業チームの不参加となる可能性もあった。また、反対派の意見にはオリンピックの商業主義に対する批判も少なくなかった。また、上記の企業名排除に反対するクラブの問題も挙げられていた。
環境整備
新リーグをトッププロリーグとして成立させるためには一定の環境整備も重要となる。bjリーグ球団及びJBL→NBLプロチームはJBL→NBL企業チームより劣悪な環境の中で活動しているケースが多かった。そのため、アイシンシーホースが長らくトップに君臨するなど企業チームがプロチームより実力が上となる逆転現象も起こっている。プロチームの場合、上記のように興行収入がなければチームが成り立たず、有力スポンサーのないチームは経費削減のため練習場の確保などもままならず、選手の収入も（サラリーキャップが敷かれているとは言え）JBLプロの日本代表クラスを除けば全体的に低水準だった。またbjリーグにおいては、プロチーム運営会社の経営状況も全体的に厳しく、観客動員の伸び悩みやスポンサーの撤退、大震災の発生などによって活動休止に追い込まれるケースもあった。環境向上にはリーグ全体で収入を増やすのも大事であるが、協会及びスポーツ界全体、行政などのサポートも必要不可欠である。
さらに、クラブチーム単位においても経営難であることが示唆されていることも挙げられる。
1. 2012年 - 2013年シーズン、bjの大分ヒートデビルズ（現：愛媛オレンジバイキングス）の運営会社「大分ヒート」が経営破たんし、選手の給与未払い問題に発展。これにより外国人選手や一部の日本人プロ選手が退団するなどした。この後大分ヒートは経営から撤退しbjリーグがリーグの安定運営を目的として設立した一般社団法人「テンポラリーゲームオペレーション」（TGO）に事業譲渡 し、そのシーズンは間接的ながらbjリーグの管理下での経営となった。あくる2013年 - 2014年シーズンから新法人「バスケで」を大分県バスケットボール協会の役員が中心となって設立し、今日に至る。なお、「バスケで」に譲渡後も、経営難は解消されないまま続いたため、2015年4月に愛媛県の学校法人河原学園と、その傘下の関連会社・ケービーシートータルサービスに経営権を譲渡することを決め、現行リーグ最終となる2015-16年度のシーズンはチーム名の「ヒートデビルズ」を維持したうえで、愛媛県をセカンドホームと位置付けて活動（当初は「大分ヒートデビルズ」とする予定だったが、ダブルホームタウンを定義づけるために「大分・愛媛ヒートデビルズ」に改称した後、Bリーグが発足した2016年以降は、ホームタウンを愛媛県に一本化し、「愛媛オレンジバイキングス」となった。）、2016-17年の新リーグ移行後は愛媛県にホームタウンを完全移転させて活動する方針としており、「バスケで」は新たに大分県を本拠地とする新チームの結成を目指し、まず地域リーグからの活動を念頭に取り組むとしている。
2. 2014年 - 2015年シーズン、NBLでパナソニックトライアンズを引き継いだ和歌山トライアンズが前年度（2013年-2014年シーズン）の準優勝を記録したことで、選手に対する出来高払いが支払われていないことが分かった。チームは「支払いの準備をしているが資金がなく、調達のめどが立っていない」としている。同チームは大半が出来高払い契約で選手を雇用しているが、経営難を理由に通常の給与は支給されながら、報酬が未払いの状態となっていた。なお和歌山トライアンズは資金難と、チームの活動が事実上休眠状態であることを理由に、新リーグ第1回となる2016－17年度シーズンの参加承認は見送られる とともに、NBLについても2015－16年度のリーグ戦参加も認められないことが決まったが、今後も将来の新リーグ参加を念頭に活動を進めるとしている。
3. 同シーズン、同じく当時のNBLのつくばロボッツ（現：茨城ロボッツ）を運営するいばらきスポーツアカデミーも経営難を理由として、NBLの直轄管理で運営を行い、選手の給料についてはNBLが支払うことを発表した。

新・Bリーグ
Bリーグは2022-23シーズン現在はB3リーグも含め、単年度の競技成績を参考としてチームの入れ替えを行ってきたが、現在のリーグ発足から10周年にあたる2026-27シーズン以後は、単年度の競技成績での入れ替えなどは行わず、クラブの財政面や地域密着、アリーナの様式などの取り組みに基づいたエクスパンション型（チーム数拡大型）のリーグへの移行を目指しており、まず2022-23・2023-24年度の2シーズンの財政面などを総合的に精査し、2024年度中に新・B1に参加するクラブを10-18クラブの範囲で発表し、以後も新規参加希望チームへの門戸を広げる方針であるとしている。